# Арена Загреб
Аре́на За́греб (хорв. Arena Zagreb) — багатоцільовий спортивний комплекс у південно-західній частині Загреба, в районі Новий Загреб-Захід, у селищі Реметинець. Призначений для проведення спортивних, культурних, ділових і розважальних заходів. Задуманий як місце проведення численних спортивних змагань із хокею, футзалу, гандболу, легкої атлетики, баскетболу, волейболу, тенісу, настільного тенісу, бадмінтону, боксу, боротьби та інших видів спорту, різноманітних концертів, виставок, ярмарків, з'їздів і конгресів. Окрім того, у будівлі розміщуються заклади громадського харчування, а також невеликий зал для тренувань спортсменів.
Включає комплекс «Арена-Центр» (Arena Centar) — найбільший торговельно-розважальний центр у місті з понад 3 000 паркувальних місць, відкритий 5 листопада 2010 за участю міністра економіки, праці та підприємництва Хорватії Джуро Попіяча і міністра економіки Угорщини Дьйордя Матольчі. З нагоди відкриття виступив і Ансамбль народних танців і пісень Хорватії LADO. У перші ж вихідні з часу роботи ТРЦ «Арена-Центр» його відвідало близько 300 000 громадян, що перевищило всі очікування інвесторів.
У розпорядженні як відвідувачів спортивних заходів, так і торговельного центру спільна автостоянка, кінокомплекс, оздоровчий центр, ресторани, кафе й магазини. Наявний підземний гараж розрахований на 900 паркувальних місць (+ 80 надземних паркувальних місць), а для масових відвідувань комплексу передбачений автобусний підвіз (36 паркувальних місць для автобусів).
Спорткомплекс обслуговує однойменне дочірнє підприємство Загребського холдингу.

## Історія
З метою проведення ігор Чемпіонату світу з гандболу 2009 та подальших багатьох інших спортивних, культурних і ділових подій уряд Хорватії та міська влада Загреба оголосили і провели відкритий тендер на будівництво нового спортивного залу. На тендері було обрано консорціум у складі хорватської будівельної фірми «Ingra» та угорської «TriGránit», пропозицію якого було попередньо затверджено 25 квітня 2007, але остаточне підписання контракту відкладалося через мера Загреба Мілана Бандича, який висловлював невдоволення умовами.
Для розроблення унікального ідейного вирішення та виготовлення повної проєктної документації консорціум найняв загребське проєктно-конструкторське бюро «UPI-2M». Роботи на будівельному майданчику розпочалися 20 липня 2007, а завершилися, як і було заплановано, 15 грудня 2008 року. Арена фактично відкрилася 27 грудня 2008 товариським матчем між гандбольними командами Хорватії та Росії (у якому Хорватія виграла з рахунком 33:24). Офіційне відкриття відбулося 17 січня 2009 року видовищним концертом відомого хорватського рок-гурту «Prljavo kazalište», який зібрав 22 500 глядачів.

## Внутрішній вигляд

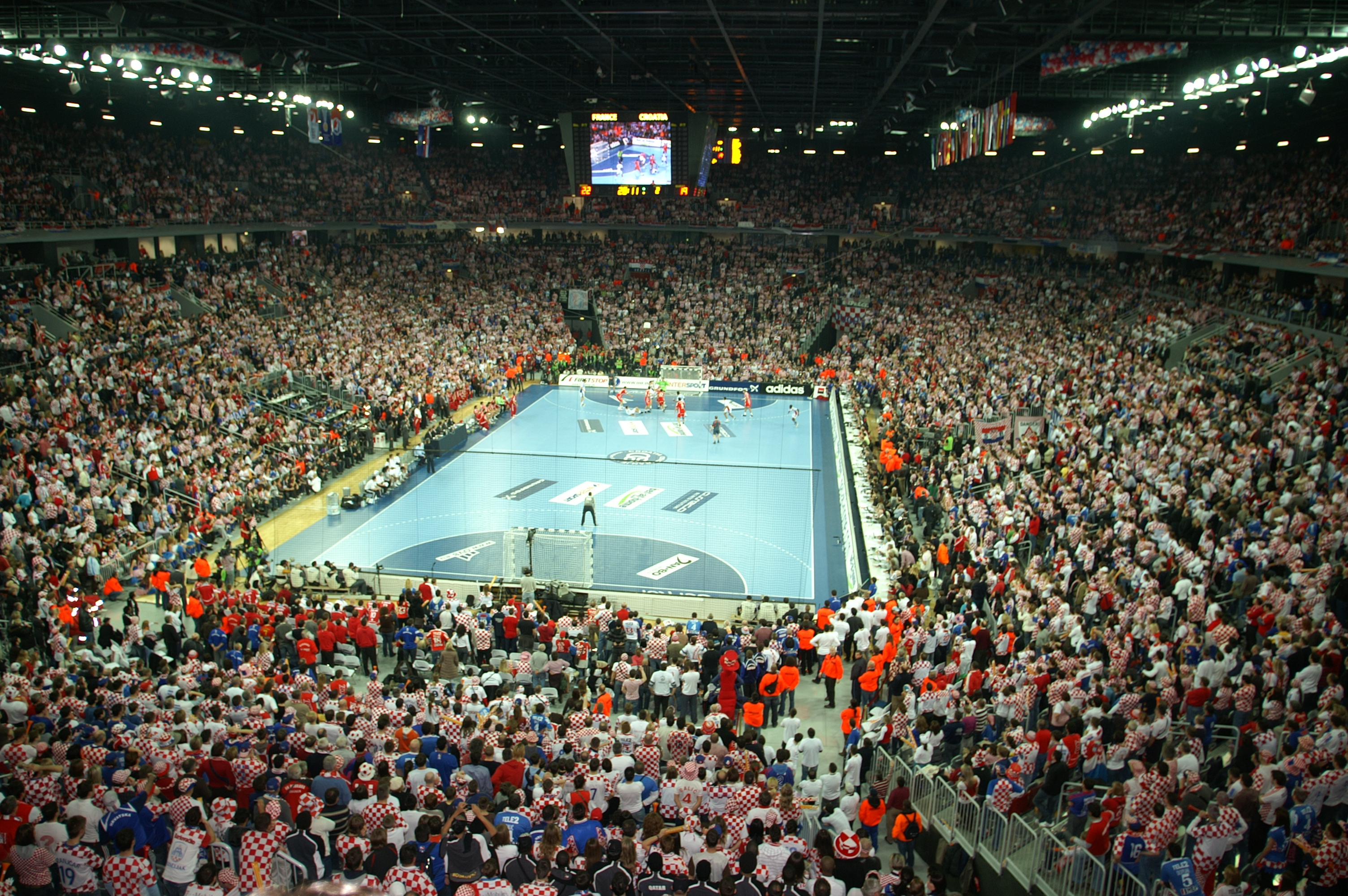
Фінал Чемпіонату світу з гандболу 2009
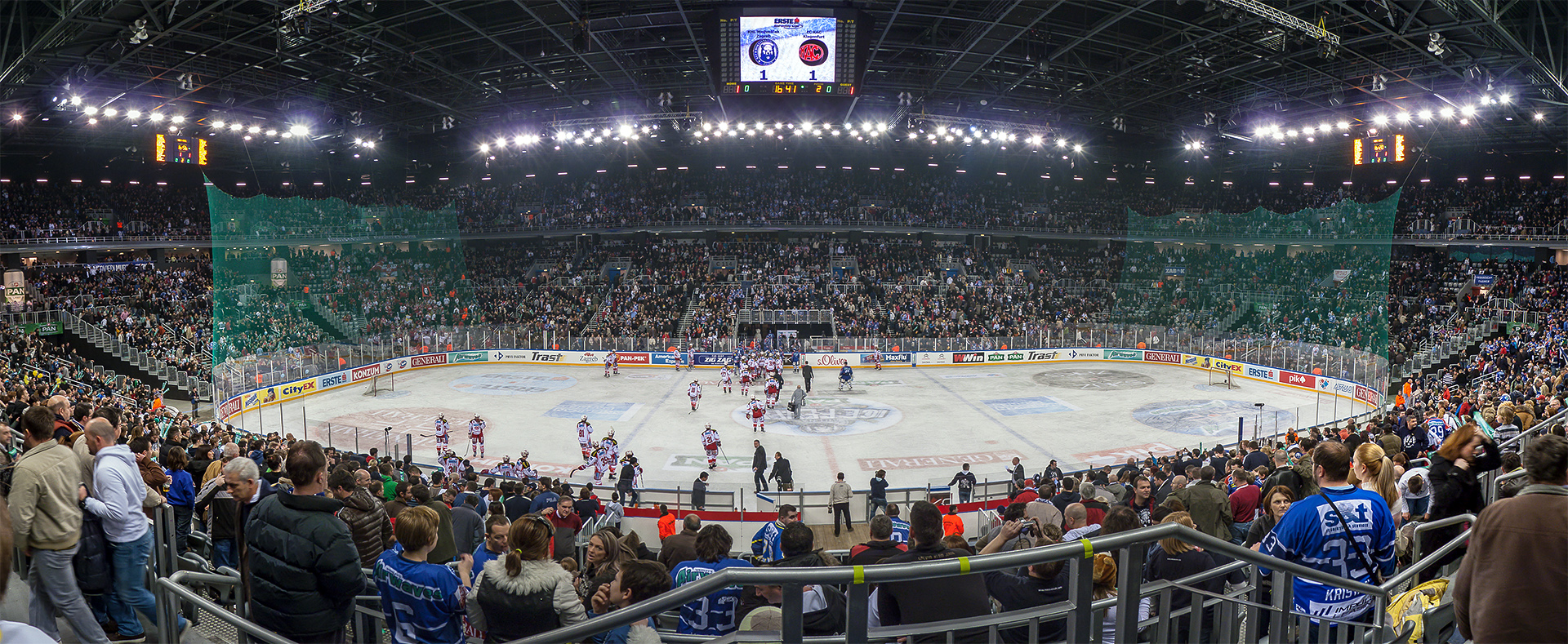
Матч ХК «Медвещак»
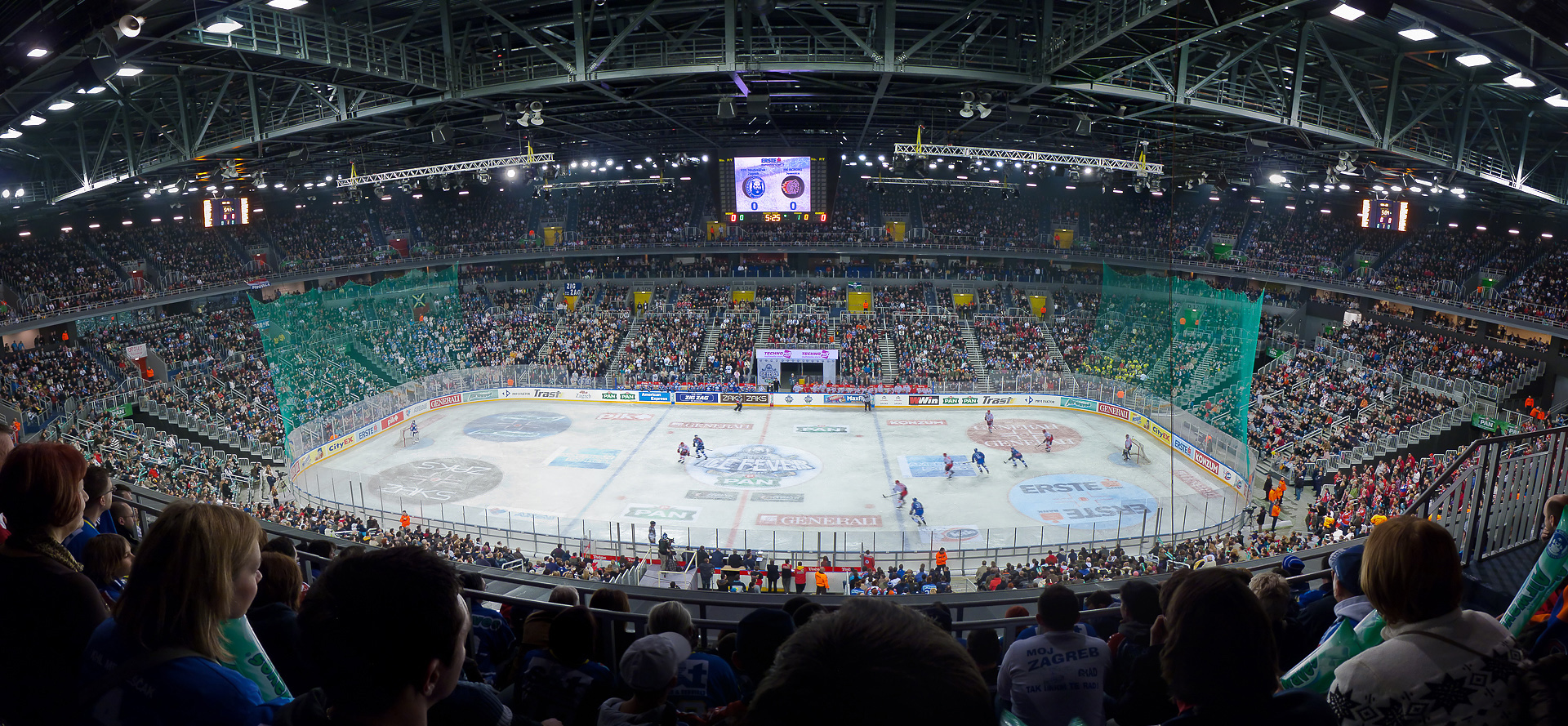
Матч ХК «Медвещак», протилежний бік